# Asukai Masatsune

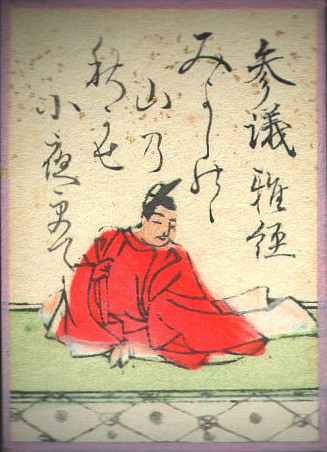
Asukai Masatsune, aus dem Ogura Hyakunin Isshu.

Asukai Masatsune (jap. 飛鳥井 雅経; * 1170; † 5. April 1221), auch Fujiwara no Masatsune (藤原 雅経) genannt, war ein japanischer Waka-Dichter.

## Leben und Wirken
Asukai Masatsune war der zweitälteste Sohn von Nanba Yoritsune (Fujiwara no Yoritsune) und einer Tochter von Minamoto no Akimasa. Er galt als hervorragender Kemari-Spieler. Sein Vater stand in Opposition zum Kamakura-Shōgunat und wurde ins Exil verbannt, während er selbst vom Shōgun Minamoto no Yoriie freundlich aufgenommen wurde, da dieser ein Freund des Kemari-Spiels war. Masatsune wurde Page des Tennō Go-Toba, hatte den „dritten folgenden Hofrang“ inne und war „Staatsrat“ (参議, sangi) am kaiserlichen Hof.
Fujiwara no Masatsune arbeitete an der Zusammenstellung der kaiserlichen Gedichtsammlung Shinkokin-wakashū und an der Waka-Sammlung Sengohyakuban utaawase mit, die 1201 erschien. Er war Begründer der Asukai-Familie, die für ihre Dichter, Kalligrafen und Kemari-Spieler bekannt war.